# Мемориал Пентагона
Мемориал Пентагона (англ. Pentagon Memorial) — мемориал, расположенный к юго-западу от Пентагона, округ Арлингтон, Виргиния. Посвящён 184 мужчинам и женщинам, погибшим во время одного из терактов 11 сентября 2001 года, когда борт 77 American Airlines врезался в здание Пентагона (59 жертв погибли в самолёте, 125 – в здании).
Мемориал, дизайн которого разработан Джулией Бекман и Кейт Кесмэн, совместно с инженерами компании «Buro Happold», был открыт 11 сентября 2008 года.

## Временные мемориалы
После событий 9/11 импровизированный мемориал был установлен на холме с видом на Пентагон. Люди приходили к нему, чтобы отдать дань памяти погибшим. Через месяц после нападения 25 тысяч человек приняли участие в поминальной службе в Пентагоне для сотрудников и членов их семей; с речью выступили президент США Джордж Буш и министр обороны Дональд Рамсфелд. Буш отметил, что «раны этого здания не будут забыты, но он будет отремонтирован. Кирпичик за кирпичиком, мы быстро восстановим Пентагон.» Американский флаг на время церемонии был приспущен.

### Мемориал «Героям Америки»

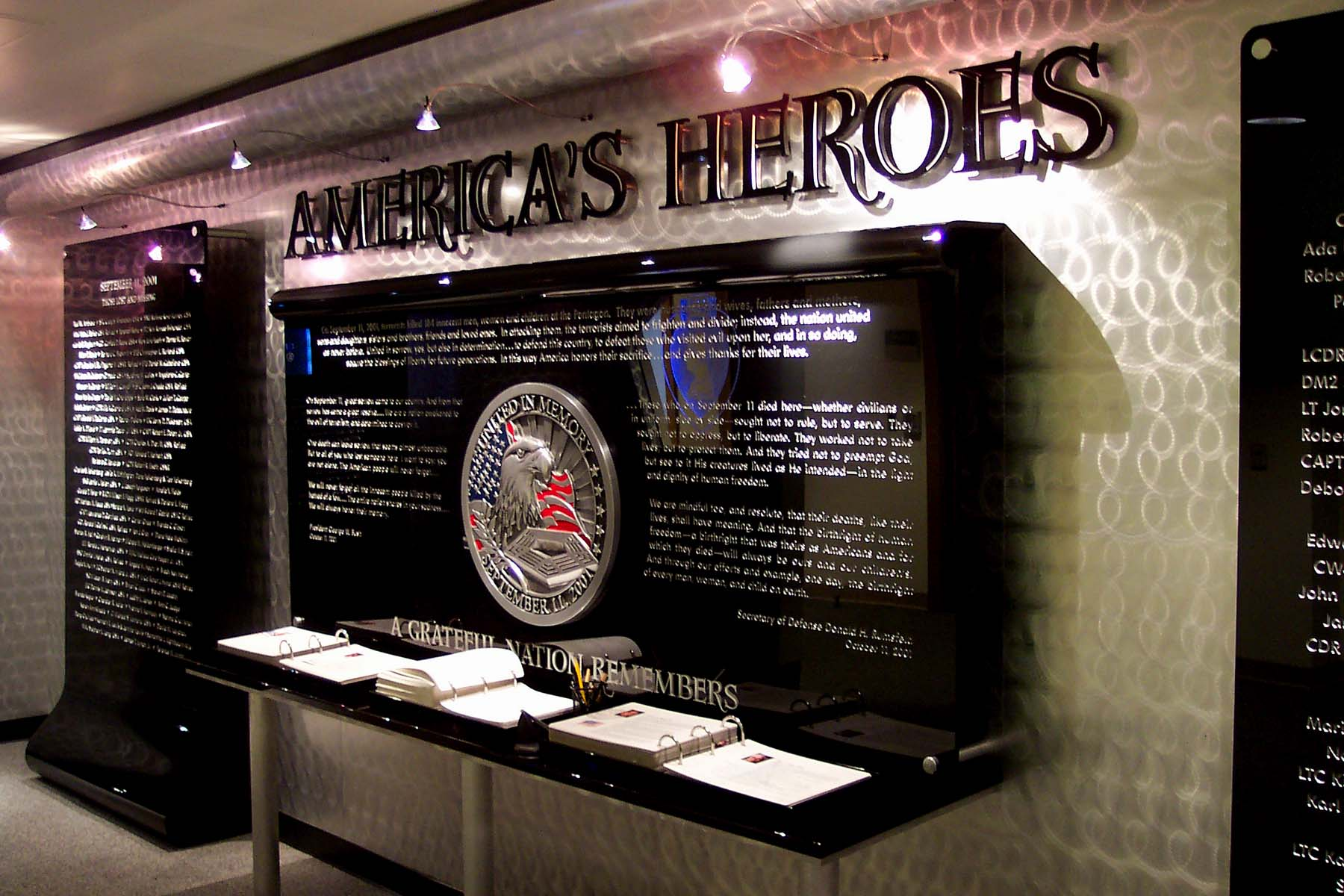
Мемориал «Героям Америки»

Открытый в сентябре 2002 года, после завершения ремонта здания, новый мемориал «Героям Америки» и часовня расположился в том месте, куда врезался рейс 77 American Airlines.
Мемориал состоит из пяти акриловых панелей: на одном изображена медаль Пурпурное сердце с именами награждённых военнослужащих, погибших во время атаки, на второй панели награждённые гражданские лица, на двух панелях выгравированы имена погибших, а на центральной — дань отчётности. В небольшой часовне, расположенной в соседней комнате, имеются витражи на патриотическую тематику. Также он включает в себя книги с фотографиями и краткой биографией жертв.

## Проектирование и строительство
«Мемориал Пентагона» был построен по проекту Бекман и Кэсмен из Филадельфии, Пенсильвания, при участии компании «Buro Happold». В честь 184 жертв, на площади в 7800 м², было установлено 184 освещённых скамейки с именами жертв. Они расположены в соответствии с возрастами жертв, начиная с Даны Фалькенберг (которой было 3 года) и заканчивая Джоном Янмики (71 год). Скамейки с именами жертв, находившихся внутри здания, расположены так, как находились погибшие на момент столкновения самолёта с Пентагоном; скамейки с именами пассажиров расположены согласно занимаемым ими местами. Если в теракте погибла семья, то их имена, вдобавок к отдельным скамьям, добавлены в отражающий бассейн.
Строительство мемориала началось 15 июня 2006 года. К ноябрю 2006 года был вырыт котлован для бассейна, а к маю 2007 года была построена по основному периметру стена и залиты бетонные сваи скамеек.

## Открытие
Мемориал был открыт 11 сентября 2008 года в 19 часов, в сопровождении морского хора и оркестра ВМС США. Президент Джордж Буш назвал мемориал «данью вечной памяти 184 душ». Более 20000 человек присутствовало на церемонии открытия памятника, в том числе бывший министр обороны США Дональд Рамсфелд, председатель объединённого комитета начальников штабов Майкл Маллен и действующий (на тот момент) министр обороны США Роберт Гейтс.